# Neostichtis jansei
Neostichtis jansei là một loài bướm đêm trong họ Noctuidae.